# Daniel Figares
Daniel Figares (Montevideo, 22 de marzo de 1963) es un locutor, periodista y escritor uruguayo.

## Trayectoria
Su actividad periodística, comenzada en 1977, la ha desarrollado principalmente en radio (programas "El Subterráneo" y "Tarde de Perros" en Eldorado FM; "Rompkbzas" en AM El Espectador; "Plan B" en AM Libre) aunque ha incursionado también en la televisión (el especial "Estamos Rodeados" de Jaime Roos; el ciclo "Ciudad Oculta" en Canal 12, lugar del que fue echado luego de una polémica entrevista con el expresidente Lacalle Herrera, dónde el periodista dejó ver su inclinación política y pareció no gustarle a los encargados del canal) y en prensa escrita (La República, El Observador, El Día, Montevideo Portal y otros).
Como escritor, es autor de El olvido es la última tumba (1997, Cal y Canto), En sangre propia (1994, Ed. Graffiti), nominado al Premio Nacional de Literatura Bartolomé Hidalgo, Mateo y Trasante. Treinta Años y Buitres. Biografía oficial (Planeta, 2014).
En enero de 2015, Figares volvió a Radio El Espectador después de doce años de ausencia en el dial, con su ya clásico programa "Rompkbzas". En 2018, ante el cambio de propietarios de El Espectador, Figares culmina su etapa en esa radio, pero más adelante el programa prosigue a través laX.uy y retransmitido por Universal (970 AM).